# 한중루역
한중루역(중국어: 汉中路站, 영어: Hanzhong Road station)은 중화인민공화국 상하이 징안 구에 위치한 지하철 1호선, 12호선, 13호선 역이다.